# Sphaerellothecium abditum
Sphaerellothecium abditum är en lavart som beskrevs av Dagmar Triebel. 
Sphaerellothecium abditum ingår i släktet Sphaerellothecium och familjen Mycosphaerellaceae. Arten är reproducerande i Sverige.